# Shkodra–Vora-vasútvonal
A  Shkodra–Vora-vasútvonal egy vasútvonal Shkodra és Vora között Albániában.
Ez a vonal összeköti a Podgorica–Shkodra-vasútvonalat Shkodrában, a befejezetlen Milot–Klos-vasútvonalat Milotnál és a Durrës–Tirana-vasútvonalat Vorában.

## Áttekintés
A Shkodra–Vora-vonal 103,6 km hosszú normál nyomtávú vasútvonal. Mint a legtöbb albán vasútvonal, ez sem villamosított.
Van egy tervezett vonal, melyet Vora és a Tiranai nemzetközi repülőtér között terveznek üzemeltetni. Azonban a megvalósítást még csak most tervezik megkezdeni.

## Története
A nyersanyagokat Marokkóból importálták, amit aztán gőzmozdonnyal szállítottak Durrës és Laç között.
- Az első 28 kilométeres szakaszt Vora és Laç között 1962 és 1963 között építették önkéntesek segítségével. A vonalat hivatalosan 1963 május 7-én nyitották meg.[2]
- A következő 20 kilométeres szakaszt Laç és Lezha között 1980 és 1981 között fejezték be. Hivatalosan 1981 áprilisában nyitották meg.
- Az utolsó 34 kilométeres szakasszal Lezha és Shkodra között 1981 és 1982 között készültek el. A vonalat hivatalosan 1981 november 11-én adták át, a személyszállítás 1982 január 25-én indult meg.